# Typhon Rusa
Le typhon Rusa a été le typhon le plus puissant à avoir frappé la Corée du Sud en 43 ans. Il s'agissait de la 21e dépression tropicale JTWC, de la 15e tempête nommée et du 10e typhon de la saison 2002 des typhons du Pacifique. Il s'est développé le 22 août 2002 du creux de la mousson dans le nord-ouest de l'océan Pacifique, dans un premier temps assez éloigné au sud-est du Japon. Pendant plusieurs jours, Rusa s'est déplacé vers le nord-ouest, s'intensifiant finalement en un puissant typhon. Au 26 août, la tempête s'est déplacée à travers les îles Amami du Japon, où Rusa a laissé 20 000 personnes sans électricité et a fait deux victimes. En traverssant le Japon, le typhon a déployé des pluies torrentielles culminant à 902 mm (35,5 po) dans la préfecture de Tokushima.
Après avoir légèrement faibli, Rusa a touché terre à Goheung en Corée du Sud avec des vents de 140 km/h. Il a pu maintenir une grande partie de son intensité en raison de l'air chaud et de l'instabilité d'un front froid proche. Rusa s'est affaibli en se déplaçant à travers la péninsule, provoquant de fortes pluies qui ont culminé à 897 mm à Gangneung. Un total de 880 mm en 24 heures sur la ville a battu le record des précipitations quotidiennes les plus élevées du pays ; cependant, les précipitations les plus fortes ont été localisées. Plus de 17 000 maisons ont été endommagées et de vastes étendues de champs cultivés ont été inondées. En Corée du Sud, Rusa a tué au moins 233 personnes, ce qui en fait le typhon le plus meurtrier depuis plus de 43 ans, et a causé 4,2 $ milliards de dégâts. Le typhon a également été accompagné de fortes pluies en Corée du Nord voisine, laissant 26 000 personnes sans abri et en tuant trois. Rusa a également détruit de vastes zones de cultures dans le pays déjà touché par des conditions persistantes de famine. Le typhon est ensuite devenu extratropical sur l'Extrême-Orient russe le 1er septembre, se dissipant trois jours plus tard.

## Évolution météorologique
Le creux de la mousson a engendré une dépression tropicale le 22 août au nord de Bikini et au sud-ouest de Wake Island,. Il s'est déplacé vers l'ouest-nord-ouest, un mouvement qu'il maintiendra pendant une grande partie de sa trajectoire. Dès le 23 août , il s'est intensifié en tempête tropicale Rusa environ 1 800 km à l'est de Guam. À 18h00 UTC le 25 août, l'Agence météorologique japonaise (JMA)  a transformé Rusa en typhon alors que le système se trouvait au nord-est des îles Mariannes du Nord. Le lendemain, l'agence a estimé que le typhon avait atteint des vents de pointe à 150 km/h. À peu près à la même époque, le Joint Typhoon Warning Center (JTWC) a estimé des vents de pointe à 215 km/h.
Alors qu'il était à son intensité maximale, Rusa a frappé l'île japonaise d'Amami ō-shima. Après avoir maintenu des vents puissants pendant une douzaine d'heures, Rusa s'est légèrement affaibli en continuant vers l'ouest-nord-ouest, mais le 28 août, la JMA a de nouveau signalé que le typhon avait atteint des vents de 150 km/h. Malgré les prévisions d'affaiblissement, Rusa a maintenu son intensité en passant sur la pointe sud du Japon, en raison d'un cisaillement minimal du vent et de températures de surface de la mer chaudes atteignant jusqu'à 29 °C. Le typhon s'est à nouveau légèrement affaibli le 29 août en passant entre les îles Amami et le Japon. Par la suite, Rusa s'est tourné vers le nord à travers la péninsule coréenne. De l'air chaud et humide a soufflé sur la péninsule avant la tempête, ce qui a empêché un affaiblissement important, et l'approche d'un front froid a contribué à l'instabilité atmosphérique. Vers 08h00 UTC le 31 août, Rusa a touché terre à Goheung, en Corée du Sud, avec des vents de 140 km/h,. Selon le JTWC, Rusa a été le typhon le plus puissant à avoir frappé le pays depuis 1959. Le typhon s'est rapidement affaibli en traversant le pays, se détériorant en une dépression tropicale à l'aube du 1er septembre. Juste après ce moment-là, le JTWC publia son dernier avis sur le système. La dépression s'est tournée vers le nord-est, et après avoir traversé la mer du Japon, Rusa est devenu un cyclone extratropical au-dessus de Primorsky Krai dans l'Extrême-Orient russe le 1er septembre en fin de journée. Les derniers vents extra-tropicaux ont continué vers le nord-est et se sont dissipés le 4 septembre sur la péninsule du Kamtchatka.

## Préparatifs et impact

Le typhon Rusa peu après son pic d'intensité le 27 août

Bien que les dégâts aient été les plus importants en Corée du Sud, le typhon Rusa a d'abord touché le Japon. La menace de tempête incita le gouvernement d'Okinawa à annuler un exercice de catastrophe pour l'île. Sur l'île, les hautes vagues de Rusa ont causé la disparition de deux marines américains ; un reportage ultérieur compta les deux disparus comme des décès liés à la tempête. Dans les îles Amami, Rusa détruisit six maisons, forçant 38 personnes à évacuer. La tempête laissa 20 000 personnes sans électricité et empêcha plusieurs vols. Les vents ont atteint 104 km/h à Nomozaki, Nagasaki. Les pluies sont tombées pendant sept jours dans le pays, culminant à 902 mm (35,5 po) dans la préfecture de Tokushima. Les plus fortes précipitations sont tombées dans la préfecture de Nara, où une station a signalé 84 mm en une heure. Au moins 275 maisons ont été inondées et 137 maisons ont été endommagées. Lors de son passage, Rusa a blessé 12 personnes dont 4 sérieusement. Le typhon a également produit des pluies légères et de hautes vagues le long des côtes taïwanaises.
Avant que Rusa n'affecte la Corée du Sud, l'Administration météorologique coréenne (KMA) a émis des avertissements de mer houleuse le 29 août. Les aéroports ont été fermés dans la partie sud du pays, et les barrages ont libéré de l'eau pour empêcher des inondations excessives. Le typhon Rusa toucha une grande partie de la Corée du Sud avec de fortes pluies et des vents violents. L'île de Jeju au large de la côte sud du pays signala 660 mm (environ 26 po) de précipitations, produisant des inondations soudaines qui ont emporté des voitures. Sur l'île, des vents violents ont abattu des arbres et laissé 60 000 personnes sans électricité. Toutes les écoles primaires et secondaires de l'île ont été fermées et les résidents ont été bloqués après l'interruption des services de ferry et d'aviation par les autorités. Sur la péninsule sud-coréenne, les vents ont atteint jusqu'à 180 km/h. De fortes précipitations ont été signalées dans la province de Jeju et le long de la côte sud du pays, bien que les précipitations les plus importantes n'aient été signalées que dans une petite région. À Gangneung, ville côtière située dans la partie orientale du pays, de violents orages se sont développés en raison de la forte instabilité résultant de l'interaction de l'air humide de l'est avec les monts Taebaek, produisant de grandes quantités de précipitations. La ville enregistra le total de précipitations le plus élevé du pays avec 897,5 mm (35,5 po), dont 880 mm observée en une journée. Le total représentait 62% des précipitations annuelles moyennes de Gangneung et est devenu la pluviométrie quotidienne la plus élevée de l'histoire du pays, pulvérisant le précédent record établi en 1981 de 300 mm (11,8 po). Dans l'intérieur de la Corée du Sud, les taux de précipitations étaient considérés comme un événement de 1 en 200 ans.

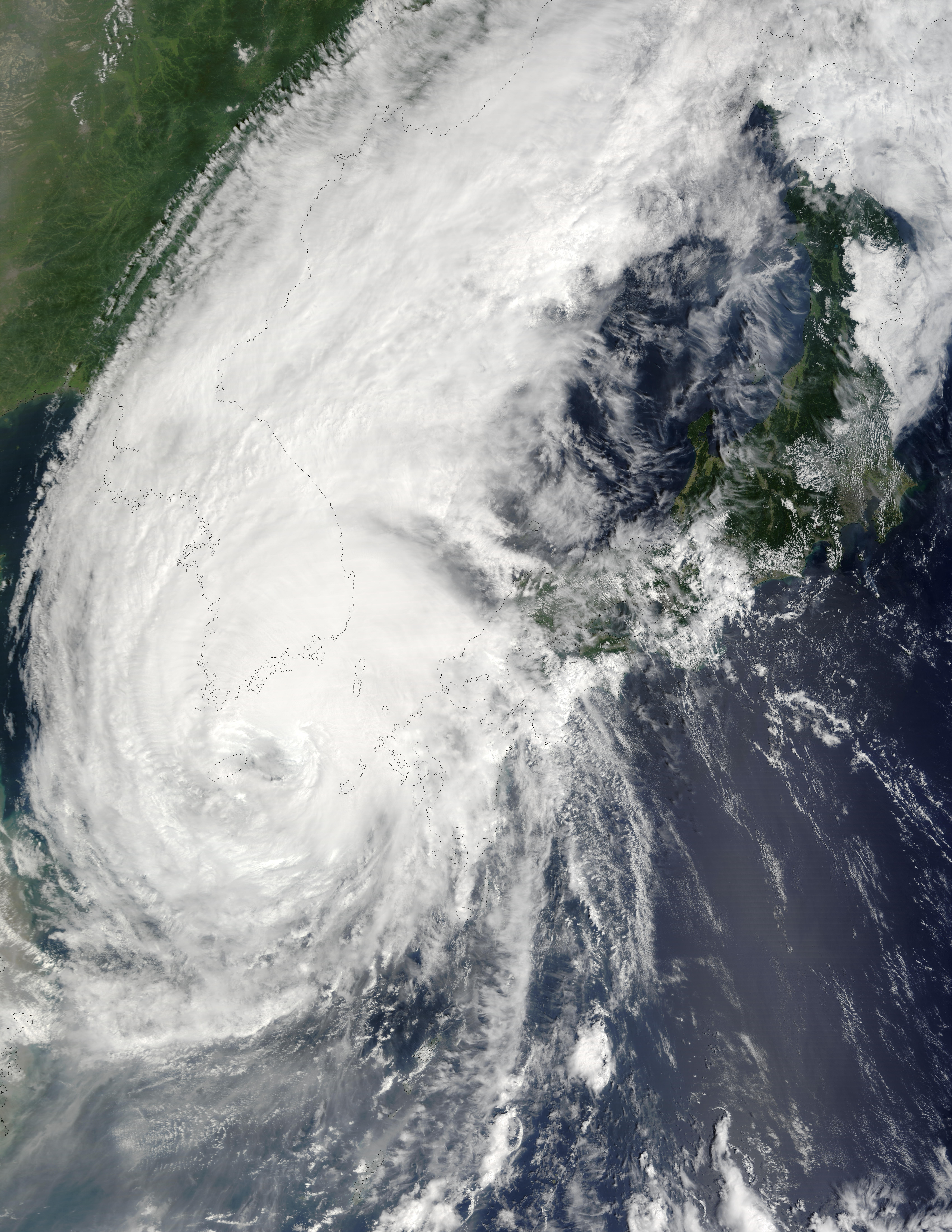
Le typhon Rusa s'approche de la Corée du Sud le 31 août

Les dégâts en Corée du Sud ont été estimés à 4,2 $ milliards (₩ 5,15 milliards de KRW). Les dégâts ont été les plus importants à Gangneung, où environ 36 000 maisons et 622 bâtiments militaires ont été inondés. À la base aérienne de Gangneung, les inondations ont submergé 16 chasseurs à réaction. Le long de la côte, des vents violents ont endommagé 640 bateaux et environ 200 000 bâtiments marins, et 265 bâtiments industriels ont également été endommagés. Les fortes pluies ont entraîné des coulées de boue dans le pays, dont l'une a couvert dix voitures à Gangneung. Les inondations et les glissements de terrain ont perturbé l'infrastructure du pays ; la tempête a détruit 274 ponts ; des routes et rails ont aussi été endommagés à 164 endroits. Rusa tua 300 000 têtes de bétail et inonda 85 000 hectares (210 000 acres) de champs cultivés,, représentant 6 % des terres agricoles du pays, affectant principalement les fruits et légumes. La tempête provoqua la fin prématurée du tournoi de golf Vana H Cup KBC Augusta, et un stade prévu pour les Jeux asiatiques de 2002 a été endommagé. Dans tout le pays, 88 625 personnes ont été forcées d'évacuer en raison du typhon, et 17 046 maisons ont été endommagées. Les vents violents ont laissé 1,25 million de personnes dans l'obscurité après avoir détruit 24 000 lignes électriques,. Il y avait 213 décès dans le pays, et 33 autres étaient portés disparus ou présumés morts ; Cela a fait de Rusa le typhon le plus meurtrier du pays en plus de 43 ans.
En Corée du Nord voisine, Rusa a produit des vents de 72 km/h et de fortes pluies atteignant 700 mm (27,5 po) dans les régions montagneuses de la province de Kangwon; les précipitations ont totalisé 530 mm (20,9 po) dans le comté de Kosong. Les pluies ont provoqué des crues soudaines et augmenté le ruissellement de surface. Cela s'est produit environ un mois après que de fortes pluies similaires aient causé de graves dégâts dans le pays. Les pluies de Rusa ont endommagé et inondé des milliers de maisons et de nombreux bâtiments publics, et détruit 86 000 tonnes de champs cultivés ; cette perte était d'autant plus significative en raison des conditions de famine en cours dans le pays. Les dégâts ont été les plus importants dans la province de Kangwŏn, et le typhon a touché quatre provinces et une ville administrative. Plus de 26 000 personnes se sont retrouvées sans abri dans le pays, bien que l'avertissement préalable ait permis les évacuations. Rusa a perturbé le transport en détruisant 25 kilomètres de routes et 24 ponts; cependant, la majorité des dégâts étaient centrés sur une petite région. Il y a eu trois morts en Corée du Nord.
Le typhon a également touché l'Extrême-Orient russe. Sur l'île de Sakhaline, les restes de Rusa ont laissé tomber de fortes pluies, l'équivalent de deux mois de précipitations moyennes. Les pluies ont inondé 350 maisons, mais il n'y a eu aucun décès dans la région.

## Conséquences
À la suite de la tempête, des bâtiments endommagés ont pollué les rivières de Corée du Sud avec des produits chimiques et des métaux lourds. Le pays a mobilisé 30 000 soldats afin d'aider au nettoyage et à la réparation des dommages causés par la tempête. Le président Kim Dae-jung a autorisé un financement d'urgence pour faire face à la catastrophe. Une grande partie de Gangneung a perdu de l'électricité et de l'eau ; en conséquence, des fournitures de secours ont été envoyées aux citoyens touchés. Dix jours après le passage de Rusa, les lignes électriques du pays ont été rétablies et les transports sont revenus à la normale. Après un appel à d'autres résidents du pays, le chapitre de la Croix-Rouge de Corée du Sud a reçu 49 $ millions de dons (₩58 milliards de won), principalement de la partie nord-ouest du pays. L'agence a fourni 50 680 repas à 16 919 familles, ainsi que des vêtements et des ustensiles de cuisine. Les résidents du pays ont également recueilli environ 60 $ millions (₩72,1 milliards de won) en dons de secours aux sinistrés, le total le plus élevé pour une catastrophe en Corée du Sud. La Croix-Rouge chinoise a de son côté envoyé 20 000 dollars à la Croix-Rouge sud-coréenne dans les semaines qui ont suivi la tempête. Le 13 septembre, le gouvernement sud-coréen déclara 203 villes et comtés "zones sinistrées", ce qui donna droit à 8 714 familles ayant subi des pertes dues à la tempête à recevoir des prêts du gouvernement. Les dégâts combinés de la tempête et les inondations précédant la tempête ont provoqué une contraction de l'économie nationale au cours du troisième trimestre de 2002. L'exercice 2003 a fait état d'un montant de 300 $ millions de déficit pour les compagnies d'assurance (en dehors des assurances-vie), principalement en raison des pertes dus au typhon. Les dommages aux cultures de Rusa ont fait augmenter le prix du riz à son plus haut niveau depuis 1980. Dans l'année qui suivi la tempête, le gouvernement sud-coréen s'est efforcé de reconstruire les routes endommagées et fourni une aide mensuelle aux familles qui avaient perdu leur maison. Cependant, de nombreux résidents sont restés sans-abri et résidaient dans des abris temporaires. L'organisation humanitaire Habitat pour l'humanité du pays construisit 69 maisons pour les victimes de la tempête en 2003, bien que ce ne soit que pour une petite partie du nombre total de personnes touchées. Environ un an après le passage de Rusa, le typhon Maemi frappa également la Corée du Sud avec des vents plus forts, causant 3,74 $ milliards de dégâts et 117 décès. Le total des dégâts était inférieur à celui de Rusa mais était plus important dans les zones industrielles.
En Corée du Nord, la Croix-Rouge a fourni des secours aux habitants touchés par les inondations. Le fonds international de secours en cas de catastrophe de l'agence attribua 75 000 FR (2002 CHF soit 50 000 USD). Les soldats furent mobilisés pour les missions de recherche et de sauvetage et pour réparer les infrastructures endommagées. En raison de dommages causés par la tempête, la Croix-Rouge en Corée du Nord distribua 2,1 millions de pastilles de purification d'eau et plus de 11 000 récipients à eau. L'agence a également fourni 32 753 couvertures et 4 931 éléments de cuisine. Après la tempête, les personnes laissées sans-abri par le typhon ont cherché refuge chez des voisins ou dans des abris publics. Une entreprise laitière sud-coréenne contribua à l'aide avec un don de 42 000 boîtes de lait maternisé vers la Corée du Nord.
Le nom Rusa a été retiré après son utilisation en 2002 et a été remplacé par Nuri en 2004.